# Gregorio Naro
Gregorio Naro (ur. 24 października 1581 w Rzymie, zm. 7 sierpnia 1634 w Rieti) – włoski kardynał.

## Życiorys
Urodził się 24 października 1581 roku w Rzymie, jako syn Gregoria Naro i Olimpii Lante. Studiował na Uniwersytecie w Perugii, gdzie uzyskał doktorat. Następnie został referendarzem Trybunału Obojga Sygnatur, protonotariuszem apostolskim i audytorem generalnym Kamery Apostolskiej. 19 listopada 1629 roku został kreowany kardynałem prezbiterem i otrzymał kościół tytularny Santi Quirico e Giulitta. 6 lutego 1634 roku został wybrany biskupem Rieti, a 12 marca przyjął sakrę. Zmarł tamże 7 sierpnia tego samego roku.